# Bill Dooley
Bill Dooley (Mobile (Alabama), 1934) é um ex-jogador de futebol americano, treinador e administrador atletismo da faculdade. Serviu como o treinador principal na Universidade da Carolina do Norte em Chapel Hill (1967–1977), Instituto Politécnico e Universidade Estadual da Virgínia (1978–1986), e Universidade Wake Forest (1987–1992), a compilação de um recorde de 162-126-5 da carreira de futebol americano universitário.